# كريس أريولا
كريس أريولا (بالإنجليزية: Chris Arreola)‏ مواليد 5 مارس 1981 في لوس أنجلوس، هو ملاكم أمريكي يصنف ضمن فئة الوزن الثقيل.

## الحياة المكبرة
ولد أريولا في لوس أنجلوس بكاليفورنيا والتقى الملاكم خوليو سيزار تشافيز عدة مرات عندما كان صبيا. قال أريولا «سنحت لي الفرصة للذهاب إلى منزله في كولياكان في المكسيك لأن والدي كان أصله بالقرب من هناك، وعمتي عاشت في كولياكان. كنت أذهب وأشاهده يتدرب».

## إحصائيات
خاض خلال مسيرته 49 نزالا، فاز في 39 وتعادل في 1 وخسر في 7. فاز بالضربة القاضية في 34 نزالا.

## وصلات خارجية
- كريس أريولا على موقع بوكس ريك (الإنجليزية) (registration required)

- الموقع الرسمي